# Ctenichneumon divisorius
Ctenichneumon divisorius là một loài tò vò trong họ Ichneumonidae.